# روفوس
روفوس (بالإنجليزية: Rufus, Oregon)‏ هي مدينة تقع في مقاطعة شيرمان، أوريغون بولاية أوريغون في الولايات المتحدة. تبلغ مساحة هذه المدينة 3.13 (كم²)، وترتفع عن سطح البحر 71.6 م، بلغ عدد سكانها 249 نسمة في عام 2010 حسب إحصاء مكتب تعداد الولايات المتحدة.

## التركيبة السكانية
قام مكتب تعداد الولايات المتحدة بتحديد بيانات التركيبة السكانية لروفوسفي تعداد الولايات المتحدة. في ما يلي، التركيبة السكانية حسب تعدادي 2000 و2010.

### تعداد عام 2000
بلغ عدد سكان روفوس 268 نسمة بحسب تعداد عام 2000، وبلغ عدد الأسر 133 أسرة وعدد العائلات 82 عائلة مقيمة في المدينة. في حين سجلت الكثافة السكانية 224.3 نسمة لكل ميل مربع (86.6/كم2). وبلغ عدد الوحدات السكنية 162 وحدة بمتوسط كثافة قدره 135.6 نسمة لكل ميل مربع (52.4/كم2).
وتوزع التركيب العرقي للمدينة بنسبة 91.04% من البيض و 3.36% من الأمريكيين الأصليين و 0.37% من الأمريكيين ذوي الأصول الآسيوية و 1.49% من عرقين مختلطين أو أكثر.
بلغ عدد الأسر 133 أسرة كانت نسبة 15.0% منها لديها أطفال تحت سن الثامنة عشر تعيش معهم، وبلغت نسبة الأزواج القاطنين مع بعضهم البعض 52.6% من أصل المجموع الكلي للأسر، ونسبة 4.5% من الأسر كان لديها معيلات من الإناث دون وجود شريك، وكانت نسبة 38.3% من غير العائلات. تألفت نسبة 35.3% من أصل جميع الأسر من أفراد ونسبة 15.0% كانوا يعيش معهم شخص وحيد يبلغ من العمر 65 عاماً فما فوق. وبلغ متوسط حجم الأسرة المعيشية 2.52، أما متوسط حجم العائلات فبلغ 2.02.
بلغ العمر الوسطي للسكان 50 عاماً. وكانت نسبة 14.9% من القاطنين تحت سن الثامنة عشر، وكانت نسبة 7.5% بين الثامنة عشر والأربعة وعشرون عاماً، ونسبة 19.8% كانت واقعةً في الفئة العمرية ما بين الخامسة والعشرون حتى والأربعة وأربعون عاماً، ونسبة 31.3% كانت ما بين الخامسة والأربعون حتى الرابعة والستون، ونسبة 26.5% كانت ضمن فئة الخامسة والستون عاماً فما فوق. يوجد لكل 100 أنثى 112.7 ذكر، ويوجد لكل 100 أنثى في الثامنة عشر من عمرها فما فوق 117.1 ذكر.
بلغ متوسط دخل الأسرة في المدينة 26,875 دولار، أما متوسط دخل العائلة فبلغ 29,688 دولار. وكان متوسط دخل الذكور 28,500 دولار مقابل 21,250 دولار للإناث. وسجل دخل الفرد الخاص بالمدينة 16,801 دولار. وكانت نسبة 11.5% من العائلات ونسبة 13.5% من السكان تحت خط الفقر، وكان من هؤلاء نسبة 27.8% تحت سن الثامنة عشر ونسبة 2.6% في الخامسة والستين من العمر وما فوق.

### تعداد عام 2010
بلغ عدد سكان روفوس 249 نسمة بحسب تعداد عام 2010، وبلغ عدد الأسر 115 أسرة وعدد العائلات 65 عائلة مقيمة في المدينة. في حين سجلت الكثافة السكانية 209.2 نسمة لكل ميل مربع (80.8/كم2). وبلغ عدد الوحدات السكنية 141 وحدة بمتوسط كثافة قدره 118.5 لكل ميل مربع (45.8/كم2).
وتوزع التركيب العرقي للمدينة بنسبة 89.2% من البيض و 5.2% من الأمريكيين الأصليين و 0.4% من عرقين مختلطين أو أكثر.
بلغ عدد الأسر 115 أسرة كانت نسبة 19.1% منها لديها أطفال تحت سن الثامنة عشر تعيش معهم، وبلغت نسبة الأزواج القاطنين مع بعضهم البعض 46.1% من أصل المجموع الكلي للأسر، ونسبة 4.3% من الأسر كان لديها معيلات من الإناث دون وجود شريك، بينما كانت نسبة 6.1% من الأسر لديها معيلون من الذكور دون وجود شريكة وكانت نسبة 43.5% من غير العائلات. تألفت نسبة 38.3% من أصل جميع الأسر من أفراد ونسبة 17.4% كانوا يعيش معهم شخص وحيد يبلغ من العمر 65 عاماً فما فوق. وبلغ متوسط حجم الأسرة المعيشية 2.89، أما متوسط حجم العائلات فبلغ 2.17.
بلغ العمر الوسطي للسكان 51.1 عاماً. وكانت نسبة 16.9% من القاطنين تحت سن الثامنة عشر، وكانت نسبة 6.3% بين الثامنة عشر والأربعة وعشرون عاماً، ونسبة 16.8% كانت واقعةً في الفئة العمرية ما بين الخامسة والعشرون حتى والأربعة وأربعون عاماً، ونسبة 34.8% كانت ما بين الخامسة والأربعون حتى الرابعة والستون، ونسبة 24.9% كانت ضمن فئة الخامسة والستون عاماً فما فوق. وتوزع التركيب الجنسي للسكان بنسبة 52.6% ذكور و47.4% إناث.

## وصلات خارجية
- www.cityofrufus.net
- The US50 - Cities and Towns in Oregon State